# Magnolia koordersiana
Magnolia koordersiana là một loài thực vật có hoa trong họ Magnoliaceae. Loài này được (Noot.) Figlar mô tả khoa học đầu tiên năm 2000.